# 北本綾子
北本 綾子（きたもと あやこ、1983年6月22日 - ）は、北海道札幌市出身の元女子サッカー選手、現サッカー指導者。現役時代のポジションはフォワード。

## 来歴
札幌市立信濃小学校2年生のころ、サッカーを始める。北海道文教大学明清高等学校普通科社会福祉コースから東京女子体育大学に進学。2002年にはU-19日本女子代表のメンバーに選出され、AFC U-19女子選手権やFIFA U-19女子世界選手権で活躍をした。2003年にはユニバーシアード・大邱大会に出場。
大学在学中の2004年、さいたまレイナスFC（現・浦和レッドダイヤモンズ・レディース）へ入団。その年の6月には日本女子代表に選ばれ、アテネオリンピックメンバー候補として6月6日のアメリカ戦（アメリカ合衆国・ノイビル）で代表デビューした。最終的には五輪メンバーになれなかったが、その年の12月18日に行われたキリンチャレンジカップ・チャイニーズタイペイ戦（国立西が丘サッカー場）では後半からの出場で初得点を含むハットトリックを達成した。
2005年にユニバーシアード・イズミル大会に出場。
2006年にはなでしこリーグオールスターにリーグ推薦で、2007年にはサポーター投票で出場。
その後、ケガなどにより何度かのブランクはあったが、2008年にAFC女子アジアカップで久々に代表での出場を果たした。
2010年、第16回アジア競技大会(中国・広州)で優勝。
2011年に現役引退し、株式会社モアスマイルズ代表として後進の育成・指導にあたる。
2014年、オルカ鴨川FCのGM兼監督兼選手に就任した。同年、千葉県2部リーグに参戦、2位となり1部昇格。
2015年、千葉県1部リーグで優勝。チャレンジリーグ入替戦で益城ルネサンス熊本FCに勝ちチャレンジリーグ参入を果たす。同年まで選手として試合に出場した。
2016年、チャレンジリーグEASTで優勝。順位決定戦は3戦全勝でチャレンジリーグ総合優勝し、なでしこリーグ2部昇格を決めた。
2017年、リーグ戦4位の好成績を収める。同年をもって監督を退任し、GM専任となった。

## 個人成績

### クラブ
| 国内大会個人成績 | 国内大会個人成績     | 国内大会個人成績 | 国内大会個人成績 | 国内大会個人成績 | 国内大会個人成績 | 国内大会個人成績 | 国内大会個人成績 | 国内大会個人成績 | 国内大会個人成績 | 国内大会個人成績 | 国内大会個人成績 |
| 年度             | クラブ               | 背番号           | リーグ           | リーグ戦         | リーグ戦         | リーグ杯         | リーグ杯         | オープン杯       | オープン杯       | 期間通算         | 期間通算         |
| 年度             | クラブ               | 背番号           | リーグ           | 出場             | 得点             | 出場             | 得点             | 出場             | 得点             | 出場             | 得点             |
| 日本             | 日本                 | 日本             | 日本             | リーグ戦         | リーグ戦         | リーグ杯         | リーグ杯         | 皇后杯           | 皇后杯           | 期間通算         | 期間通算         |
| ---------------- | -------------------- | ---------------- | ---------------- | ---------------- | ---------------- | ---------------- | ---------------- | ---------------- | ---------------- | ---------------- | ---------------- |
| 2004             | さいたまレイナスFC   | 24               | L・リーグ1部(L1) | 6                | 2                | -                | -                |                  |                  |                  |                  |
| 2005             | 浦和レッズレディース | 24               | L・リーグ1部(L1) | 19               | 4                | -                | -                | 4                | 2                | 23               | 6                |
| 2006             | 浦和レッズレディース | 9                | なでしこ Div.1   | 16               | 9                | -                | -                | 3                | 1                | 19               | 10               |
| 2007             | 浦和レッズレディース | 9                | なでしこ Div.1   | 21               | 13               | 4                | 2                | 3                | 0                | 28               | 15               |
| 2008             | 浦和レッズレディース | 9                | なでしこ Div.1   | 20               | 10               | -                | -                | 2                | 0                | 22               | 10               |
| 2009             | 浦和レッズレディース | 9                | なでしこ Div.1   | 21               | 14               | -                | -                | 4                | 2                | 25               | 16               |
| 2010             | 浦和レッズレディース | 9                | なでしこ         | 15               | 6                | 6                | 3                | 4                | 2                | 25               | 11               |
| 通算             | 日本                 | 日本             | 1部              | 118              | 58               | 10               | 5                |                  |                  |                  |                  |
| 総通算           | 総通算               | 総通算           | 総通算           | 118              | 58               | 10               | 5                |                  |                  |                  |                  |

### 代表
- 2004年6月6日 - 日本女子代表初出場 -  アメリカ合衆国戦 (国際親善試合、アメリカ合衆国・ルイビル)
- 2004年12月18日 - 日本女子代表初得点 -  チャイニーズタイペイ戦 (国際親善試合)

#### 試合数
| 日本代表 | 国際Aマッチ | 国際Aマッチ |
| 年       | 出場        | 得点        |
| -------- | ----------- | ----------- |
| 2004     | 2           | 3           |
| 2005     | 4           | 0           |
| 2007     | 1           | 0           |
| 2008     | 2           | 0           |
| 2009     | 3           | 0           |
| 2010     | 5           | 1           |
| 通算     | 17          | 4           |

#### 出場試合
| #  | 開催日         | 開催都市   | スタジアム                                                       | 対戦国               | 結果  | 監督       | 大会                                     | 出典  |
| -- | -------------- | ---------- | ---------------------------------------------------------------- | -------------------- | ----- | ---------- | ---------------------------------------- | ----- |
| 1  | 2004年06月06日 | ルイビル   |                                                                  | アメリカ合衆国       | △1-1  | 上田栄治   | 国際親善試合                             |       |
| 2  | 2004年12月18日 | 東京都     | 国立西が丘サッカー場                                             | チャイニーズタイペイ | ○11-0 | 大橋浩司   | 国際親善試合                             |       |
| 3  | 2005年03月26日 | シドニー   |                                                                  | オーストラリア       | ○2-0  | 大橋浩司   | 国際親善試合                             |       |
| 4  | 2005年03月29日 | ミランダ   |                                                                  | オーストラリア       | ●1-2  | 大橋浩司   | 国際親善試合                             |       |
| 5  | 2005年05月21日 | 東京都     | 国立西が丘サッカー場                                             | ニュージーランド     | ○6-0  | 大橋浩司   | 国際親善試合                             |       |
| 6  | 2005年05月28日 | モスクワ   |                                                                  | ロシア               | ○2-0  | 大橋浩司   | 国際親善試合                             |       |
| 7  | 2007年02月14日 | ラルナカ   |                                                                  | スコットランド       | ○2-0  | 大橋浩司   | 国際親善試合                             |       |
| 8  | 2008年05月31日 | ホーチミン |                                                                  | チャイニーズタイペイ | ○11-0 | 佐々木則夫 | アジアカップ                             |       |
| 9  | 2008年06月05日 | ホーチミン |                                                                  | 中国                 | ●1-3  | 佐々木則夫 | アジアカップ                             |       |
| 10 | 2009年07月29日 | マンハイム |                                                                  | ドイツ               | △0-0  | 佐々木則夫 | 国際親善試合                             |       |
| 11 | 2009年08月01日 | モンタルジ |                                                                  | フランス             | ○4-0  | 佐々木則夫 | 国際親善試合                             |       |
| 12 | 2009年11月14日 | 埼玉県     | さいたま市駒場スタジアム                                         | ニュージーランド     | ○2-1  | 佐々木則夫 | 国際親善試合                             |       |
| 13 | 2010年1月15日  | コキンボ   | エスタディオ・ビセンテナリオ・フランシスコ・サンチェス・ルモロソ | チリ                 | △ 1-1 | 佐々木則夫 | バイセンテニアル・ウィメンズ・カップ2010 | [ 5 ] |
| 14 | 2010年11月14日 | 広州       | 黄埔体育中心                                                     | タイ                 | ○ 4-0 | 佐々木則夫 | 第16回アジア競技大会                     | [ 6 ] |
| 15 | 2010年11月18日 | 広州       | 広州大学城体育中心                                               | 北朝鮮               | △ 0-0 | 佐々木則夫 | 第16回アジア競技大会                     | [ 7 ] |
| 16 | 2010年11月20日 | 広州       | 越秀山体育場                                                     | 中華人民共和国       | ○ 1-0 | 佐々木則夫 | 第16回アジア競技大会                     | [ 8 ] |
| 17 | 2010年11月22日 | 広州       | 天河体育中心体育場                                               | 北朝鮮               | ○ 1-0 | 佐々木則夫 | 第16回アジア競技大会                     | [ 9 ] |

#### ゴール
| # | 開催日         | 開催都市 | スタジアム           | 対戦国               | 結果   | 監督       | 大会                 | 出典   |
| - | -------------- | -------- | -------------------- | -------------------- | ------ | ---------- | -------------------- | ------ |
| 1 | 2004年12月18日 | 東京都   | 国立西が丘サッカー場 | チャイニーズタイペイ | ○ 11-0 | 大橋浩司   | 国際親善試合         |        |
| 2 | 2004年12月18日 | 東京都   | 国立西が丘サッカー場 | チャイニーズタイペイ | ○ 11-0 | 大橋浩司   | 国際親善試合         |        |
| 3 | 2004年12月18日 | 東京都   | 国立西が丘サッカー場 | チャイニーズタイペイ | ○ 11-0 | 大橋浩司   | 国際親善試合         |        |
| 4 | 2010年11月14日 | 広州     | 黄埔体育中心         | タイ                 | ○ 4-0  | 佐々木則夫 | 2010年アジア競技大会 | [ 10 ] |